# تیلا تکیلا
تیلا تکیلا (انگلیسی: Tila Tequila؛ زادهٔ ۲۴ اکتبر ۱۹۸۱) موسیقی‌دان اهل ایالات متحده آمریکا است. وی از سال ۲۰۰۱ میلادی تاکنون مشغول فعالیت بوده‌است.